# واترپلو در المپیک تابستانی ۲۰۰۴
واترپلو در بازی‌های المپیک تابستانی ۲۰۰۴ نام رویداد ورزش واترپلو در بازی‌های المپیک تابستانی بود که در سال ۲۰۰۴ برگزار شد.